# Клан Кіркпатрік

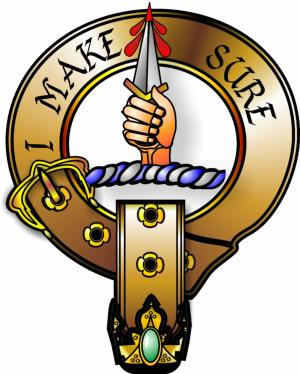
Гребінь клану Кірпатрік.

Герб вождів клану Кірпатрік.

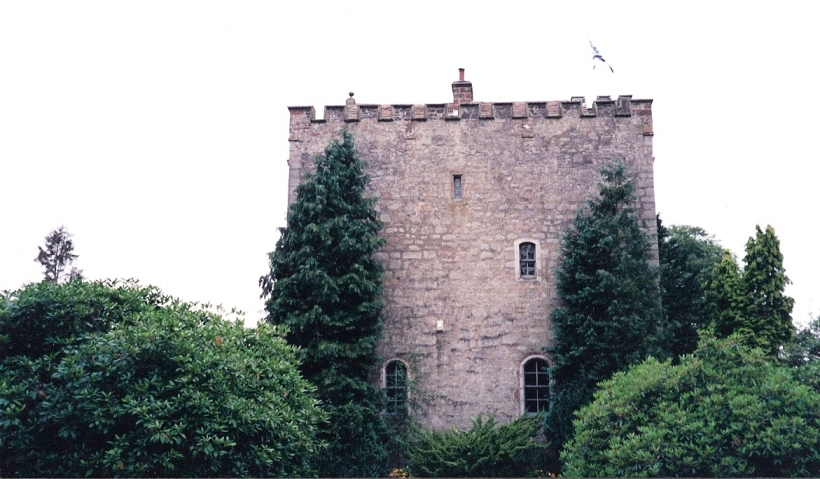
Замок Клозбурн.

Клан Кіркпатрік (шотл. — Clan Kirkpatrick) — клан Гілпатрік — один з кланів рівнинної частини Шотландії — Лоуленду. Є багато варіантів написання назви клану. На сьогодні клан не має визнаного герольдами Шотландії та лордом Лева вождя клану, тому цей клан називається в Шотландії "кланом зброєносців. Крім того багато хто вважає цей клан септою клану Дуглас, інші вважають, що цей клан — септа клану Колкагун.
Гасло клану: I mak sikkar — Я переконаюся
Землі клану: Дамфрісшир
Історична резиденція вождів клану: Замок Клозбурн (шотл. — Closeburn Castle)
Союзні клани: Брюс, Дуглас, Кемпбелл
Ворожі клани: Комін, Ліндсей, Чартеріс, Каррутерс, Ірвін

## Історія клану Кіркпатрік

### Походження клану Кіркпатрік
Клан бере свою назву від церкви святого Патріка в приході Клозебурн в Дамфрісширі, Шотландія. Буквальний переклад назви клану — «церква Патріка». Згідно історичної традиції клан Кіркпатрік полодіє землями Клозбурн з IX століття.
Вперше в історичних документах клан Кіркпатрік згадується в XII столітті: в грамотах щодо земельної власності клану Брюс згадується Івон де Кіркпатрік (гельск. — Ivone de Kirkpatrick). Цей же Івон де Кірпатрік отримав від короля Шотландії Олександра II королівську грамоту, що підтверджувала його право володіти землями.

### XIV століття— війна за незалежність Шотландії
Роджер Кіркпатрік служив Роберту Брюсу, коли той убив Джона Червоного Коміна — вождя клану Комін в церкві в Дамфрісі. Коли відбулася сутичка в церкві, там був і Джон Комін і Роджер Кіркпатрік. Робер Брюс думав, що під час сутички вбив їх обох і з вигуком вибіг з церкви. В цей час Роджер Кіркпатрік вихопив закривавлений кинджал, яким був вбитий Джон Комін з вигуком: «Ай мак сіккар!» — «Я переконаюся!» Ці слова стали девізом клану і записані на гребені клану. У 1314 році Кіркпатрік був відправлений з посольством до Англії з сером Ніл Кемпбеллом. У нагороду за цю місію клан Кірпатрік отримав землі Редбург. Сер Роджер Кіркпатрік відзначився в 1355 році, коли він взяв штурмом замки Керлаверок та Далсвінтон, які на той час захопили англійські війська. У 1357 році Кіркпатрік був убитий його родичем — сера Джеймсом Ліндсей з клану Ліндсей під час приватної сварки. Титул вождя клану успадкував племінник сер Томас Кіркпатрік, який, що в 1409 році отримав від Роберта Стюарта — герцога Олбані титул барона Клозбурн та Редбург.

### XVI—XVII століття
У 1526 році виникла ворожнеча з кланом Чартеріс. Про це є записи в книгах кримінального судочинства Піткерна. Джон Чартеріс Еймісфілд, разом зі своїм братом і двома синами були звинувачені у вбивстві Роджера Кіркпатріка та його сина Олександра Кіркпатріка в березні 1526 року.
У 1542 році онук сера Томаса Кіркпатріка — інший сер Томас Кіркпатрік був узятий в полон в битві під Солвей-Моссом. Майно клану усмпадкувалося його двоюрідним братом. У 1685 році сер Томас Кіркпатрік Клохбурн отримав титул баронета Нової Шотландії за підтримку короля Англії та Шотландії Карла I під час громадянської війни. Особняк, що був побудований І баронетом згорів у пожежі. IV баронет Кіркпатрік — сер Джеймс Кіркпатрік продав маєтки Клозбурн.
У 1563 році Джон Каррутерс Гавмайнс з клану Каррутерс був звинувачений разом з Едвардом Ірвіном Боншоу — вождем клану Ірвін в нападі на клан Кіркпатрік та його землі Клозбурн та в вбивстві людей з клану Кіркпатрік.
Вільям Кіркпатрік, що з гілки Кіркпатрік Конхех був купцем в Малазі (Іспанія), він одружився зі стршою дочкою бельгійського барона. Його правнучка — Ежені де Монтіхо, стала імператрицею Франції, коли вона одружилась з Наполеоном III.

## Замки клану Кірпатрік
- Замок Клозбурн (шотл. — Closeburn Castle) — замок був головною резиденцією вождів клану Кірпатрік.
- Замок Токхорвальд (шотл. — Torthorwald Castle)
- Замок Тайнрон Дун (шотл. — Tynron Doon) — замок був місцем зустрічі вождя клану Кірпатрік та Роберта Брюса, що залишився там після вбивства Джона Комина.